# Lim Kok Wing
Lim Kok Wing (tiếng Trung: 林國榮; Hán-Việt: Lâm Quốc Vinh; 1945 – 1 tháng 6 năm 2021) là một doanh nhân, nhà từ thiện, nhà giáo dục và họa sĩ minh họa người Malaysia. Ông là chủ tịch sáng lập Đại học Công nghệ Sáng tạo Limkokwing.

## Đầu đời
Lim Kok Wing sinh năm 1945 tại Kuala Lumpur, Malaysia. Ông theo học Trường Nam sinh Giám lý và Trường trung học Cochrane Road.

## Sự nghiệp

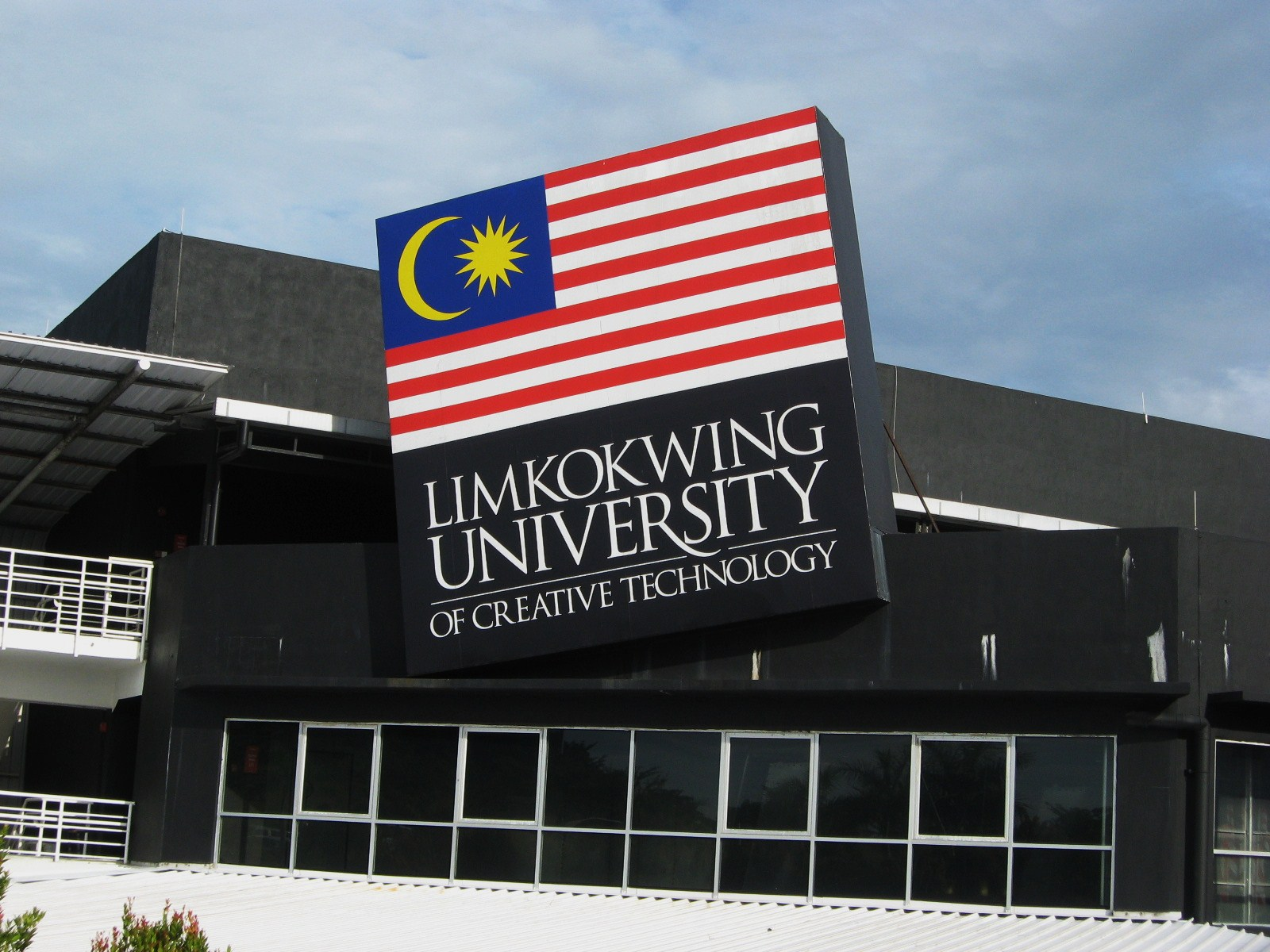
Đại học Công nghệ Sáng tạo Limkokwing ở Cyberjaya, Malaysia, ảnh chụp vào tháng 12 năm 2007.

Năm 1975, ở tuổi 29, Lim thành lập công ty quảng cáo Wings Creative Consultants. Năm 1992, ông thành lập Đại học Công nghệ Sáng tạo Limkokwing ở Cyberjaya, đồng thời là chủ tịch trường đại học này. Vào tháng 7 năm 2007, sau khi thành lập Đại học Limkokwing Botswana, Lim có bài diễn thuyết trước Nghị viện quốc gia. Cùng năm, Đại học Limkokwing Luân Đôn được thành lập. Vào tháng 6 năm 2020, Đại học Công nghệ Sáng tạo Limkokwing trả tiền để tạo một biển quảng cáo mô tả Lim là "Vua Châu Phi", bên cạnh là một con báo bao quanh là các sinh viên Châu Phi; biển quảng cáo đã bị xóa bỏ sau khi nhận những phản hồi tiêu cực trên mạng.

## Qua đời
Lim qua đời vào ngày 1 tháng 6 năm 2021, hưởng thọ 75 tuổi. Ông phải nhập viện vào tuần trước sau khi bị ngã tại nhà. Cái chết của ông đã khiến người dân Malaysia vô cùng đau buồn; tờ báo địa phương The Star mô tả ông là "một trong những nhân vật nổi bật nhất trong lĩnh vực giáo dục đại học", trong khi Viện Công nghệ Thông tin trong Giáo dục (IITE) của Unesco gọi Lim là "nhân vật vĩ đại trong giáo dục và thiện nguyện". Thủ tướng Mahathir Mohamad nhận xét Lim là một "người ủng hộ nhiệt tình cho tầm nhìn của Malaysia".

## Công nhận
Lim Kok Wing được trao một số giải thưởng về khả năng kinh doanh và hoạt động thiện nguyện. Năm 2006, ông được Hội đồng Kinh doanh Malaysia Canada bầu chọn CEO của năm. Năm 2007, ông được Học viện Quốc gia Moskva của Quản lý Đô thị trao tặng chức vị giáo sư danh dự.

### Trích dẫn
1. 1 2 3  Wong 2012, tr. 640.
2. ↑  Wong 2012, tr. 639.
3. ↑  Tan, Mei Zi (ngày 10 tháng 6 năm 2022). "Malaysians demand removal of 'dehumanising' billboard portraying Lim Kok Wing as 'King of Africa'". Malay Mail. Lưu trữ bản gốc ngày 12 tháng 6 năm 2021. Truy cập ngày 6 tháng 9 năm 2022.
4. ↑  Sukumaran, Tashny (ngày 20 tháng 6 năm 2020). "'King of Africa' billboard sparks racism claims at university started by Chinese-Malaysian". South China Morning Post. Lưu trữ bản gốc ngày 6 tháng 9 năm 2021. Truy cập ngày 6 tháng 9 năm 2022.
5. ↑  Moey, Melina (ngày 12 tháng 6 năm 2020). "Angry netizens petition to remove billboard portraying Lim Kok Wing as 'King of Africa'". AsiaOne. Lưu trữ bản gốc ngày 20 tháng 5 năm 2021. Truy cập ngày 6 tháng 9 năm 2022.
6. ↑  Basyir, Mohamed (ngày 1 tháng 6 năm 2021). "Lim Kok Wing dies at 75". New Straits Times. Lưu trữ bản gốc ngày 3 tháng 6 năm 2021. Truy cập ngày 6 tháng 9 năm 2022.
7. ↑  "Lim Kok Wing recuperating after suffering from fall". The Star. ngày 25 tháng 5 năm 2021. Lưu trữ bản gốc ngày 9 tháng 6 năm 2021. Truy cập ngày 6 tháng 9 năm 2022.
8. ↑  Rajaendram, Rebecca; Menon, Sandhya (ngày 2 tháng 6 năm 2021). "Tributes and condolences pour in for Lim Kok Wing". The Star. Lưu trữ bản gốc ngày 7 tháng 6 năm 2021. Truy cập ngày 6 tháng 9 năm 2022.
9. ↑  Menon, Sandhya (ngày 3 tháng 6 năm 2021). "Unesco's ITTE saddened, shocked by Lim Kok Wing's death". The Star. Lưu trữ bản gốc ngày 16 tháng 6 năm 2021. Truy cập ngày 6 tháng 9 năm 2022.
10. ↑  "Tan Sri Dato Sri Paduka Dr. Limkokwing: Tributes from Global Leaders". Limkokwing University. ngày 1 tháng 11 năm 2021. Lưu trữ bản gốc ngày 27 tháng 11 năm 2021. Truy cập ngày 6 tháng 9 năm 2022.
11. ↑  Wong 2012, tr. 642.